# Dickinson (Észak-Dakota)
Dickinson település az Amerikai Egyesült Államok Észak-Dakota államában, Stark megyében, melynek megyeszékhelye is. Lakosainak száma 25 679 fő (2020. április 1.).

## Népesség
A település népességének változása:

| 2010 | 17 787 |
| 2020 | 25 679 |